# Ballari
Ballari (tidigare Bellary, kannada: ಬಳ್ಳಾರಿ, telugu: బళ్ళారి) är en stad i den indiska delstaten Karnataka och är centralort i ett distrikt med samma namn. Folkmängden beräknades till cirka en halv miljon invånare 2018. Stadens namn ändrades officiellt från Bellary till Ballari den 1 november 2014.